# VI Conferenza del Partito Operaio Socialdemocratico Russo
La VI Conferenza del Partito Operaio Socialdemocratico Russo (POSDR) si tenne dal 18 al 30 gennaio 1912 a Praga, nell'allora Impero austro-ungarico, ed è per questo nota anche come Conferenza di Praga.

## I lavori
Ai lavori parteciparono 18 delegati. Con l'esclusione di due menscevichi, tutti erano bolscevichi, e rappresentavano le sezioni del partito attive nelle principali città dell'Impero russo e le redazioni di alcuni giornali del movimento operaio. I lavori furono presieduti da Lenin, che relazionò sulla fase attuale e si occupò della redazione di tutte le risoluzioni dell'assemblea. Tra le altre, significativa tra le altre quella che sanciva l'esclusione dal partito dei cosiddetti "liquidazionisti", segnando l'acquisito controllo del partito da parte dei bolscevichi.
I delegati elessero il nuovo Comitato centrale nelle persone di Lenin, Gološčëkin, Zinov'ev, Malinovskij, Ordžonikidze, Spandarian e Švarcman. Lo stesso CC, riunito in plenum durante la Conferenza, cooptò al proprio interno anche Stalin e Belostockij.